# Trading online
Il trading online (conosciuto anche con l'acronimo inglese TOL) è la compravendita di strumenti finanziari tramite Internet. Si tratta di una disciplina regolata in Italia solo nel 1999, quando il "Nuovo Regolamento CONSOB di attuazione del Testo Unico dei mercati finanziari" ne ha regolamentato gli aspetti.

## Caratteristiche principali
Questo servizio consente l'acquisto e la vendita online di strumenti finanziari come azioni, obbligazioni, futures, titoli di Stato, ecc.
I vantaggi nell'uso di servizi di questo tipo on-line sono i minori costi di commissione richiesti all'investitore e la possibilità di quest'ultimo di potersi informare bene sull'andamento di un particolare titolo o della borsa in generale (la visualizzazione di grafici e informazioni utili sui titoli) per effettuare con maggiori dati le scelte d'investimento. 
Questo tipo di pratica comprende vari modi di operare da parte degli investitori.

## Tipologie principali
Gli operatori presenti sui mercati finanziari possono essere divisi secondo diversi parametri.
Una prima e generica distinzione può essere effettuata fra i soggetti istituzionali, che solitamente dispongono di ingenti capitali (banche, fondi d'investimento, hedge fund, ecc.) con fondi di solito non propri, ed i soggetti retail, categoria che comprende trader privati che operano con capitali propri (contenuti o relativamente contenuti). Non è comunque possibile individuare una soglia di demarcazione oggettiva fra le due categorie.
A seconda del tipo di operatività si possono individuare:
- trader discrezionali, che prendono decisioni operative senza l'ausilio di sistemi automatici, basandosi solamente sulle proprie capacità di analisi;
- trader semi-discrezionali (o semi-automatici), che coadiuvano il processo di analisi con elementi automatici (rientra nella categoria Larry Williams);
- quant trader (o quantitative trader o trader sistematico o trader automatico), le cui strategie si basano su analisi quantitative derivate da computazioni matematiche.

Una terza classificazione può infine dividere gli speculatori e gli investitori a seconda dell'orizzonte temporale delle proprie operazioni.
- Scalper: le posizioni solitamente vengono aperte e chiuse in un lasso di tempo che può essere di pochi secondi o minuti;
- Day trader: si differenziano dagli scalper sia per il minor numero di operazioni che per il tempo medio a mercato (per singolo trade) solitamente più ampio;
- Multiday trader (o swing trader): trader con un orizzonte temporale superiore alle 24 ore;
- Trader di posizione: le cui strategie contemplano un tempo a mercato per singola operazione tendenzialmente superiore ai 30 giorni.

Da evidenziare l'esistenza della negoziazione ad alta frequenza che, tramite l'impiego di algoritmi, consente di immettere e modificare gli ordini a velocità elevatissima. Tale fenomeno è oggetto di esame da parte delle competenti autorità di controllo per i possibili effetti distorsivi nello svolgimento delle negoziazioni. Alla negoziazione ad alta frequenza si associano i cosiddetti flash orders, sistemi in grado di battere sistematicamente sul tempo gli operatori tradizionali nonché altre strategie, tra cui quelle denominate Pinging/Smoking/Layering/Spoofing, che simulano situazioni di mercato al solo scopo di indurre gli operatori tradizionali ad effettuare operazioni sbagliate come reazione a stimoli non reali.

## Regolamentazioni e normative internazionali
Le normative del trading online variano notevolmente tra le varie giurisdizioni. Negli Stati Uniti, la Securities and Exchange Commission (SEC) e la Commodity Futures Trading Commission (CFTC) regolano direttamente i mercati. In Europa, la Direttiva sui mercati degli strumenti finanziari (MiFID) fornisce un quadro comune per assicurare trasparenza e protezione degli investitori.
In Italia, invece, è la CONSOB (Commissione Nazionale per le Società e la Borsa) ad avere un ruolo fondamentale nel monitoraggio delle piattaforme di trading online. Importante notare che per i broker con sede fuori dall'Italia, la CONSOB non autorizza direttamente queste entità, ma riconosce e ratifica le decisioni prese dagli enti regolatori nei paesi di origine del broker. Le piattaforme che hanno ottenuto tale riconoscimento sono incluse nell'elenco delle imprese di investimento autorizzate in Italia senza succursale in Italia. Questo elenco è pubblicamente accessibile sul sito della CONSOB e serve per informare gli investitori sulle entità che hanno ottenuto l'approvazione per operare in Italia conformemente agli standard regolatori internazionali.
Questa procedura garantisce che le piattaforme di trading online operanti in Italia, ma con sede legale all'estero, rispettino gli standard di regolamentazione necessari a proteggere gli investitori italiani. Gli investitori sono quindi incoraggiati a consultare questo elenco prima di impegnarsi con una piattaforma di trading online, per assicurarsi che l'entità sia regolata adeguatamente da un ente di vigilanza e riconosciuta in Italia dalla CONSOB.

## Tassazione del trading online in Italia
In Italia, il trading online coinvolge circa 6,7 milioni di persone. Per quanto riguarda il regime fiscale, i guadagni ottenuti da queste attività sono soggetti a un'imposta fissa del 26% sulle plusvalenze. Questa tassazione si applica sia ai redditi da capitale che a quelli di natura diversa come quelli derivanti dal trading di azioni, BTP, dividendi e criptovalute. La plusvalenza, calcolata come la differenza tra il guadagno netto e le eventuali minusvalenze, deve essere dichiarata nella sezione specifica della dichiarazione dei redditi, utilizzando il quadro RW per il monitoraggio fiscale, l'IVAFE (Imposta sul Valore delle Attività Finanziarie Esterne), e per il calcolo del reddito imponibile.
Per chi opera tramite piattaforme di trading, è essenziale verificare se l'intermediario agisce come sostituto d'imposta, ovvero se si occupa direttamente del calcolo e del versamento delle imposte dovute, oppure se l'investitore deve gestire autonomamente queste obbligazioni fiscali. In caso di operazioni con intermediari esteri, è necessario prestare attenzione all'IVAFE e alla compilazione del quadro RW, per le attività finanziarie detenute all'estero.
La legge italiana, dunque, richiede che i redditi derivanti da tali attività siano integrati al reddito complessivo dell'individuo e dichiarati adeguatamente, per assicurare la trasparenza e la correttezza del processo fiscale. Le differenze nelle modalità di tassazione possono dipendere anche dalla tipologia di asset scambiato e dalla sede dell'intermediario finanziario utilizzato per le operazioni di trading.

## Rischi
Il trading online offre numerosi vantaggi, come i minori costi di commissione e un accesso immediato alle informazioni di mercato, tuttavia comporta anche significativi rischi finanziari, tecnologici e di natura legale. I rischi, variano a seconda del tipo di strumenti finanziari negoziati e delle modalità di trading utilizzate.

### Rischio di Mercato e Volatilità
La natura dei mercati finanziari è intrinsecamente volatile, e rapidi cambiamenti nei prezzi possono portare a perdite significative. La leva finanziaria, pur potendo amplificare i guadagni, aumenta proporzionalmente il rischio di perdite. A tal proposito si è espressa l'ESMA che nel 2018 ha limitato la leva finanziaria applicabile ai conti di trading online.

### Complessità dei Prodotti Finanziari
Strumenti complessi come derivati, opzioni e futures possono essere difficili da comprendere e comportare rischi elevati, inclusi rischi di perdite illimitate.

### Rischio di Controparte
Nel trading online, esiste il rischio che la controparte di una transazione non adempia ai propri obblighi finanziari, particolarmente in mercati meno regolamentati.

### Sicurezza Informatica
Le operazioni di trading online sono suscettibili a rischi di sicurezza informatica, inclusi rischi di attacchi informatici, furto di identità e perdita di dati personali e finanziari.

### Rischio Emotivo
Il trading online può influenzare significativamente il comportamento degli investitori, spingendoli a prendere decisioni impulsive o irrazionali.

## Truffe nel trading online
Le truffe nel trading online sono frequenti e possono manifestarsi in diverse forme, spesso sfruttando la disinformazione e le aspettative irrealistiche degli investitori. I broker truffaldini possono utilizzare diverse tattiche per estorcere denaro:
- Promesse di profitti elevati e senza rischi, spesso in violazione delle normative come le direttive MiFID II.
- Uso delle criptovalute per rendere i trasferimenti anonimi e difficili da tracciare.
- Spese poco chiare e variabili, come spread elevati o commissioni nascoste.
- Telefonate insistenti da numeri anonimi, che propongono investimenti vantaggiosi su piattaforme non regolamentate[9][10].

### Denuncia e Recupero di Fondi
Se un investitore sospetta di essere vittima di una truffa, può denunciare il broker alla CONSOB o avvalersi di avvocati specializzati in truffe nel trading. Le procedure di denuncia possono includere l'esposto alla CONSOB, le segnalazioni alla Polizia Postale, e l'avvio di azioni legali per il recupero dei fondi.